# Peter Pongratz
Peter Pongratz (né le 22 mai 1940 à Eisenstadt) est un peintre autrichien.

## Biographie

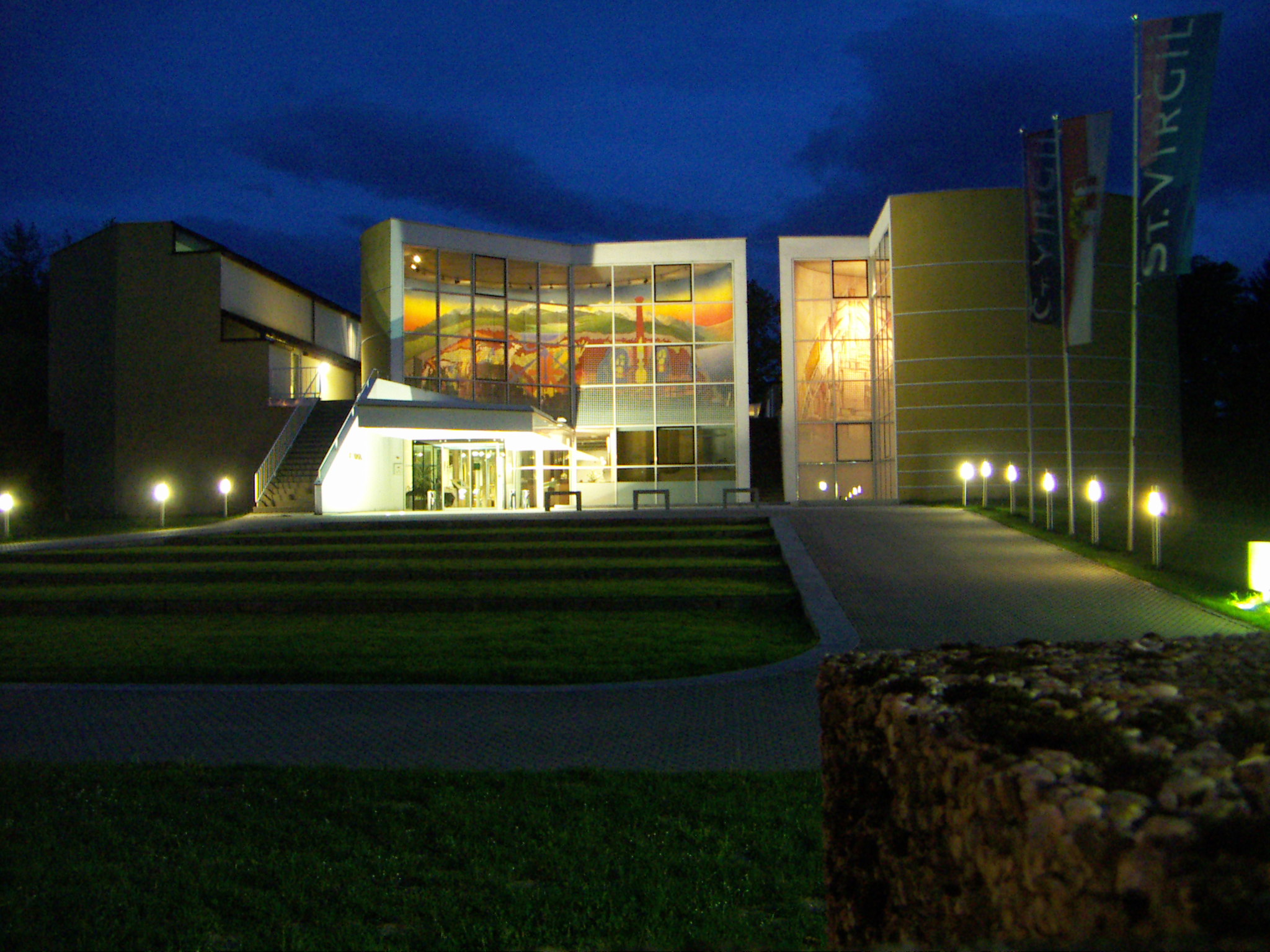
Le Bildungszentrum St. Virgil Salzburg avec une fresque de Peter Pongratz à gauche et de Josef Mikl à droite.

Pongratz grandit à Graz. Il étudie la peinture à l'académie des beaux-arts de Vienne et à l'université des arts de Berlin et est l'assistant de Max Weiler à Vienne de 1966 à 1970.
Pongratz est au début de sa carrière artistique au Forum Stadtpark de Graz et collabore avec des écrivains tels que Wolfgang Bauer, Peter Handke et Gerhard Roth. Ce lien avec la scène littéraire se retrouve dans le Landvermessung, qu'il a illustré.
En 1968, Pongratz fonde le groupe d'artistes Wirklichkeiten avec Wolfgang Herzig, Martha Jungwirth, Kurt Kocherscheidt, Franz Ringel et Robert Zeppel-Sperl.